# 14ns Premis del Cinema Europeu
Els 14ns Premis del Cinema Europeu, presentats per l'Acadèmia del Cinema Europeu, van reconèixer l'excel·lència del cinema europeu. La cerimònia va tenir lloc l'1 de desembre de 2001 al Tempodrom de Berlín. El presentador de la cerimònia fou l'actor i presentador anglès Mel Smith.

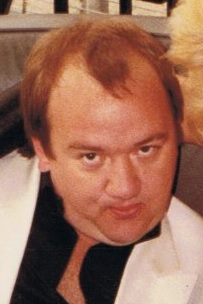
Mel Smith, presentador de l'edició

Els 1.300 membres de l'Acadèmia van seleccionar 44 llargmetratges europeus, d'entre els quals van seleccionar els candidats per a cada categoria en una votació de primera volta. Des d'aquesta edició es torna a premiar al millor director. La comèdia francesa Amélie de Jean-Pierre Jeunet va rebre quatre nominacions (millor pel·lícula, director, actriu i fotografia), mentre que La pianista de Michael Haneke en va rebre tres (millor pel·lícula, actriu i guió). Tres pel·lícules espanyoles havien passat el tall per la nominació: El bola, You're the one (una historia de entonces) i Los otros.
Finalment, Amélie va guanyar tres premis, mentre que el de millor actriu finalment fou per Isabelle Huppert, protagonista de la pel·lícula de Haneke. El de millor actor fou a parar a Ben Kingsley. Per la seva banda, El bola va rebre el premi al millor descobriment europeu.
L'actor britànic Ewan McGregor va rebre el premi per la seva contribució al cinema mundial, mentre que el grup còmic Monty Python va rebre el premi a la seva trajectòria.

## Pel·lícules seleccionades
1. Anita no perd el tren - director: Ventura Pons
2. Bænken - director: Per Fly
3. Bridget Jones's Diary dirigida per Sharon Maguire
4. Chiedimi se sono felice dirigida per Aldo, Giovanni e Giacomo i Massimo Venier
5. Competència deslleial - dirigida per Ettore Scola
6. L'experiment - director: Oliver Hirschbiegel
7. Der Krieger und die Kaiserin dirigida per Tom Tykwer
8. Die innere Sicherheit - director: Christian Petzold
9. Dust dirigit per Milčo Mančevski
10. El Bola - dirigida per Achero Mañas
11. Elling - director: Petter Næss
12. Éloge de l'amour - director: Jean-Luc Godard
13. Fugitivas - director: Miguel Hermoso
14. Hundstage - director: Ulrich Seidl
15. I cento passi - director: Marco Tullio Giordana
16. Il mestiere delle armi - director: Ermanno Olmi
17. Intimité - director: Patrice Chéreau
18. Italiensk for begyndere - director: Lone Scherfig
19. Jalla! Jalla! - director: Josef Fares
20. Karu süda - director: Arvo Iho
21. La comunidad - director: Álex de la Iglesia
22. La pianista - director: Michael Haneke
23. L'habitació del fill - director: Nanni Moretti
24. La ville est tranquille - dirigida per Robert Guédiguian
25. Last Orders dirigit per Fred Schepisi
26. Last Resort dirigit per Paweł Pawlikowski
27. Amélie - director: Jean-Pierre Jeunet
28. Le fate ignoranti - director: Ferzan Özpetek
29. L'últim petó - director: Gabriele Muccino
30. Martha... Martha - dirigida per Sandrine Veysset
31. Merci pour le chocolat  - director: Claude Chabrol
32. Ničija zemlja - director: Danis Tanović
33. Paszport - Útlevél a semmibe - director: Péter Gothár
34. Pauline & Paulette - director: Lieven Debrauwer
35. Sexy Beast dirigida per Jonathan Glazer
36. Silencio roto - director: Montxo Armendáriz
37. Slogans - director: Gjergj Xhuvani
38. Sous le sable - dirigida per François Ozon
39. Prendre partit - director: István Szabó
40. Telets (Телец) - director: Aleksandr Sokúrov
41. Va savoir - director: Jacques Rivette
42. Vou para Casa - dirigida per Manoel de Oliveira
43. Weiser - director: Wojciech Marczewski
44. You're the One (una historia de entonces) - director: José Luis Garci

## Guanyadors i nominats
Els guanyadors estan en fons groc i en negreta.

### Millor pel·lícula europea
| Títol                   | Director(s)         | Productor(s)                                      | País            |
| ----------------------- | ------------------- | ------------------------------------------------- | --------------- |
| Amélie                  | Jean-Pierre Jeunet  | Claudie Ossard                                    | França          |
| Bridget Jones's Diary   | Sharon Maguire      | Tim Bevan Eric Fellner Jonathan Cavendish         | Regne Unit      |
| L'experiment            | Oliver Hirschbiegel | Marc Conrad Norbert Preuss Friedrich Wildfeuer    | Alemanya        |
| Intimité                | Patrice Chéreau     | Patrick Cassavetti Jacques Hinstin Charles Gassot | França, Itàlia  |
| Italiensk for begyndere | Lone Scherfig       | Ib Tardini                                        | Dinamarca       |
| La pianista             | Michael Haneke      | Veit Heiduschka                                   | França, Àustria |
| L'habitació del fill    | Nanni Moretti       | Angelo Barbagallo Nanni Moretti                   | Itàlia, França  |
| The Others              | Alejandro Amenábar  | José Luis Cuerda Tom Cruise                       | Espanya         |

### Premi Fassbinder
| Títol               | Director(s)          | Productor(s)                   | País                        |
| ------------------- | -------------------- | ------------------------------ | --------------------------- |
| El Bola             | Achero Mañas         | José Antonio Félez             | Espanya                     |
| alaska.de           | Esther Gronenborn    | Eberhard Junkersdorf           | Alemanya                    |
| De zee die denkt    | Gert de Graaff       | René Huybrechtse René Scholten | Països Baixos               |
| Hundstage           | Ulrich Seidl         | Philippe Bober Helmut Grasser  | Àustria                     |
| Jalla! Jalla!       | Josef Fares          | Anna Anthony                   | Suècia                      |
| Kleistoi dromoi     | Stavros Ioannou      | -                              | Grècia                      |
| Last Resort         | Paweł Pawlikowski    | Ruth Caleb                     | Regne Unit                  |
| Lovely Rita         | Jessica Hausner      | Barbara Albert                 | Àustria                     |
| Maimil              | Aktan Arym Kubat     | Marc Baschet                   | França / Kirguizstan / Japó |
| Szczęśliwy człowiek | Małgorzata Szumowska | -                              | Polònia                     |

### Millor director europeu
| Receptor(s)        | Títol                                     |
| ------------------ | ----------------------------------------- |
| Jean-Pierre Jeunet | Amélie                                    |
| José Luis Garci    | You're the one (una historia de entonces) |
| Péter Gothár       | Paszport                                  |
| Ermanno Olmi       | Il mestiere delle armi                    |
| François Ozon      | Sous le sable                             |
| Éric Rohmer        | L'Anglaise et le duc                      |

### Millor actriu europea
| Receptor(s)        | Títol                   | Paper          |
| ------------------ | ----------------------- | -------------- |
| Isabelle Huppert   | La pianista             | Erika Kohut    |
| Ariane Ascaride    | La ville est tranquille | Michèle        |
| Laura Morante      | L'habitació del fill    | Paola          |
| Charlotte Rampling | Sous le sable           | Marie Drillon  |
| Stefania Sandrelli | L'últim petó            | Anna           |
| Audrey Tautou      | Amélie                  | Amélie Poulain |

### Millor actor europeu
| Receptor(s)                                                                                | Títol                 | Paper                                               |
| ------------------------------------------------------------------------------------------ | --------------------- | --------------------------------------------------- |
| Ben Kingsley                                                                               | Sexy Beast            | Don Logan                                           |
| Jesper Christensen                                                                         | Bænken                | Kaj                                                 |
| Branko Đurić                                                                               | Ničija zemlja         | Čiki                                                |
| Michael Caine Tom Courtenay, David Hemmings Bob Hoskins Ray Winstone (Cast de Last Orders) | Last Orders           | Jack Dodds Vic Tucker Lenny Ray Johnson Vince Dodds |
| Michel Piccoli                                                                             | Je rentre à la maison | Gilbert Valence                                     |
| Stellan Skarsgård                                                                          | Prendre partit        | Wilhelm Furtwängler                                 |

### Millor guió europeu
| Receptor(s)                                                 | Títol                   |
| ----------------------------------------------------------- | ----------------------- |
| Danis Tanović                                               | Ničija zemlja           |
| Laurent Cantet Robin Campillo                               | L'Emploi du temps       |
| Michael Haneke                                              | La pianista             |
| Achero Mañas                                                | El Bola                 |
| Jean-Louis Milesi Robert Guédiguian                         | La ville est tranquille |
| Ettore Scola Silvia Scola Giacomo Scarpelli Furio Scarpelli | Competència deslleial   |

### Millor fotografia
| Receptor(s)     | Títol                        |
| --------------- | ---------------------------- |
| Bruno Delbonnel | Amélie                       |
| Tamás Babos     | Paszport - Útlevél a semmibe |
| Éric Gautier    | Intimité                     |
| Frank Griebe    | Der Krieger und die Kaiserin |
| Rein Kotov      | Karu süda                    |
| Fabio Olmi      | Il mestiere delle armi       |

### Millor documental - Prix arte
| Títol                | Director(s)                 | País             |
| -------------------- | --------------------------- | ---------------- |
| Black Box BRD        | Andres Veiel                | Alemanya         |
| Casting              | Emmanuel Finkiel            | França           |
| Elegia dorogi        | Aleksandr Sokúrov           | Rússia           |
| Joutilaat            | Susanna Helke Virpi Suutari | Finlàndia        |
| Heftig og begeistret | Knut Erik Jensen            | Noruega          |
| Super 8 Stories      | Emir Kusturica              | Alemanya, Itàlia |

### Millor curtmetratge
Els nominats al millor curtmetratge foren seleccionats per un jurat independent a diversos festivals de cinema d'arreu d'Europa.
| Títol                | Director(s)                              | País       | Festival                  |
| -------------------- | ---------------------------------------- | ---------- | ------------------------- |
| Je t'aime John Wayne | Toby MacDonald                           | Regne Unit | Festival de Londres       |
| Kuppet               | Frederik Meldal Nørgaard Dennis Petersen | Dinamarca  | Festival de Gant          |
| Lo básico            | José García Hernández                    | Espanya    | Seminci                   |
| Peau de vache        | Gérald Hustache-Mathieu                  | França     | Festival d'Angers         |
| Å se en båt med seil | Anja Breien                              | Noruega    | Festival de Berlín        |
| Svitjod 2000+        | David Flamholc Mårten Nilsson            | Suècia     | Festival de Tampere       |
| Better or Worse?     | Jocelyn Cammack                          | Regne Unit | Festival de Grimstad      |
| Corpo e Meio         | Sandro Aguilar                           | Portugal   | Festival de Vila do Conde |
| Copy Shop            | Virgil Widrich                           | Àustria    | Festival de Sarajevo      |
| Meska sprawa         | Sławomir Fabicki                         | Polònia    | Festival d'Edimburg       |
| Freunde              | Jan Krüger                               | Alemanya   | Mostra de Venècia         |

### Millor pel·lícula no europea
| Títol               | Director           | Productor                            | País                     |
| ------------------- | ------------------ | ------------------------------------ | ------------------------ |
| Moulin Rouge!       | Baz Luhrmann       | Martin Brown Baz Luhrmann Fred Baron | Estats Units / Austràlia |
| Baran               | Majid Majidi       | Majid Majidi Fouad Nahas             | Iran                     |
| El creient          | Henry Bean         | Susan Hoffman Christopher Roberts    | Estats Units             |
| Lagaan              | Ashutosh Gowariker | Aamir Khan                           | Índia                    |
| Qiānxī Mànbō        | Hou Hsiao-hsien    | Chu T'ien-wen                        | Taiwan                   |
| Les noces del monsó | Mira Nair          | Caroline Baron Mira Nair             | Índia                    |
| Kandahar            | Mohsen Makhmalbaf  | Mohsen Makhmalbaf                    | Iran                     |
| Y tu mamá también   | Alfonso Cuarón     | Alfonso Cuarón Jorge Vergara         | Mèxic                    |

### Premis del Públic
Els guanyadors dels Premis Jameson Escollit pel Públic van ser escollits per votació en línia.

#### Millor director
| Receptor(s)         | Títol                          |
| ------------------- | ------------------------------ |
| Jean-Pierre Jeunet  | Amélie                         |
| Jean-Jacques Annaud | Enemy at the Gates             |
| Patrice Chéreau     | Intimité                       |
| Álex de la Iglesia  | La comunidad                   |
| Christophe Gans     | El pacte dels llops            |
| Lasse Hallström     | Chocolat                       |
| Michael Haneke      | La pianista                    |
| Oliver Hirschbiegel | L'experiment                   |
| Mathieu Kassovitz   | Els rius de color porpra       |
| Sharon Maguire      | Bridget Jones's Diary          |
| Nanni Moretti       | L'habitació del fill           |
| Lone Scherfig       | Italiensk for begyndere        |
| Santiago Segura     | Torrente 2: Misión en Marbella |
| Ridley Scott        | Hannibal                       |
| Giuseppe Tornatore  | Malèna                         |
| Tom Tykwer          | Der Krieger und die Kaiserin   |

#### Millor actor
| Receptor(s)       | Títol                          |
| ----------------- | ------------------------------ |
| Colin Firth       | Bridget Jones's Diary          |
| Stefano Accorsi   | Le fate ignoranti              |
| Moritz Bleibtreu  | Das Experiment                 |
| Vincent Cassel    | Els rius de color porpra       |
| Benno Fürmann     | Der Krieger und die Kaiserin   |
| Hugh Grant        | Bridget Jones's Diary          |
| Mathieu Kassovitz | Amélie                         |
| Jude Law          | Enemy at the Gates             |
| Benoît Magimel    | La pianista                    |
| Nanni Moretti     | L'habitació del fill           |
| Jean Reno         | Els rius de color porpra       |
| Mark Rylance      | Intimité                       |
| Santiago Segura   | Torrente 2: Misión en Marbella |
| Ondřej Vetchý     | Tmavomodrý svět                |
| Ray Winstone      | Sexy Beast                     |

#### Millor actriu
| Receptor(s)        | Títol                           |
| ------------------ | ------------------------------- |
| Juliette Binoche   | Chocolat                        |
| Monica Bellucci    | Malèna                          |
| Margherita Buy     | Le fate ignoranti               |
| Penélope Cruz      | La mandolina del capità Corelli |
| Isabelle Huppert   | La pianista                     |
| Heike Makatsch     | Gripsholm                       |
| Carmen Maura       | La comunidad                    |
| Laura Morante      | La stanza del figlio            |
| Lena Olin          | Chocolat                        |
| Franka Potente     | Der Krieger und die Kaiserin    |
| Charlotte Rampling | Sous le sable                   |
| Rosa Maria Sardà   | Anita no perd el tren           |
| Audrey Tautou      | Amélie                          |
| Rachel Weisz       | Enemy at the Gates              |

### Premi FIPRESCI
- La ville est tranquille de Robert Guédiguian

### Premi del mèrit europeu al Cinema Mundial
- Ewan McGregor

### Premi a la carrera
- Monty Python

## Galeria

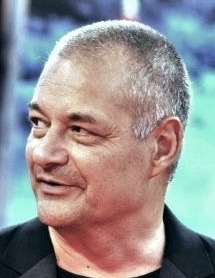
Jean-Pierre Jeunet (millor pel·lícula i millor director)
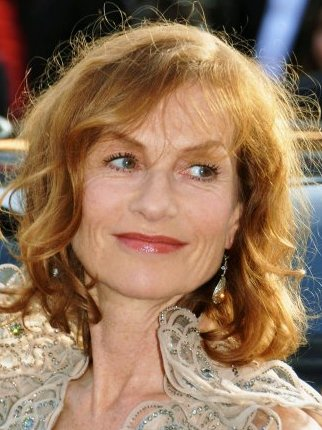
Isabelle Huppert (millor actriu)
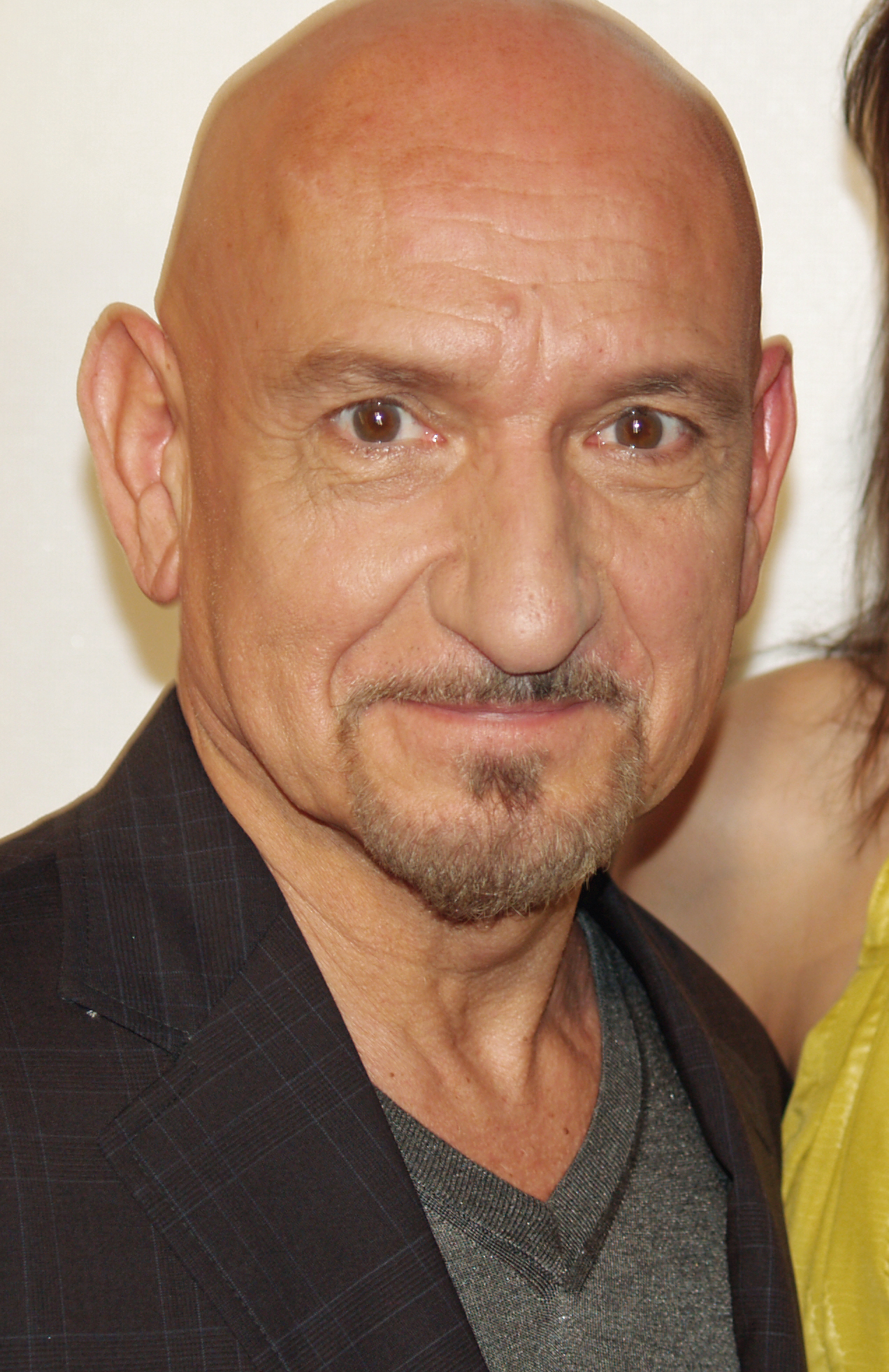
Ben Kingsley (millor actor)
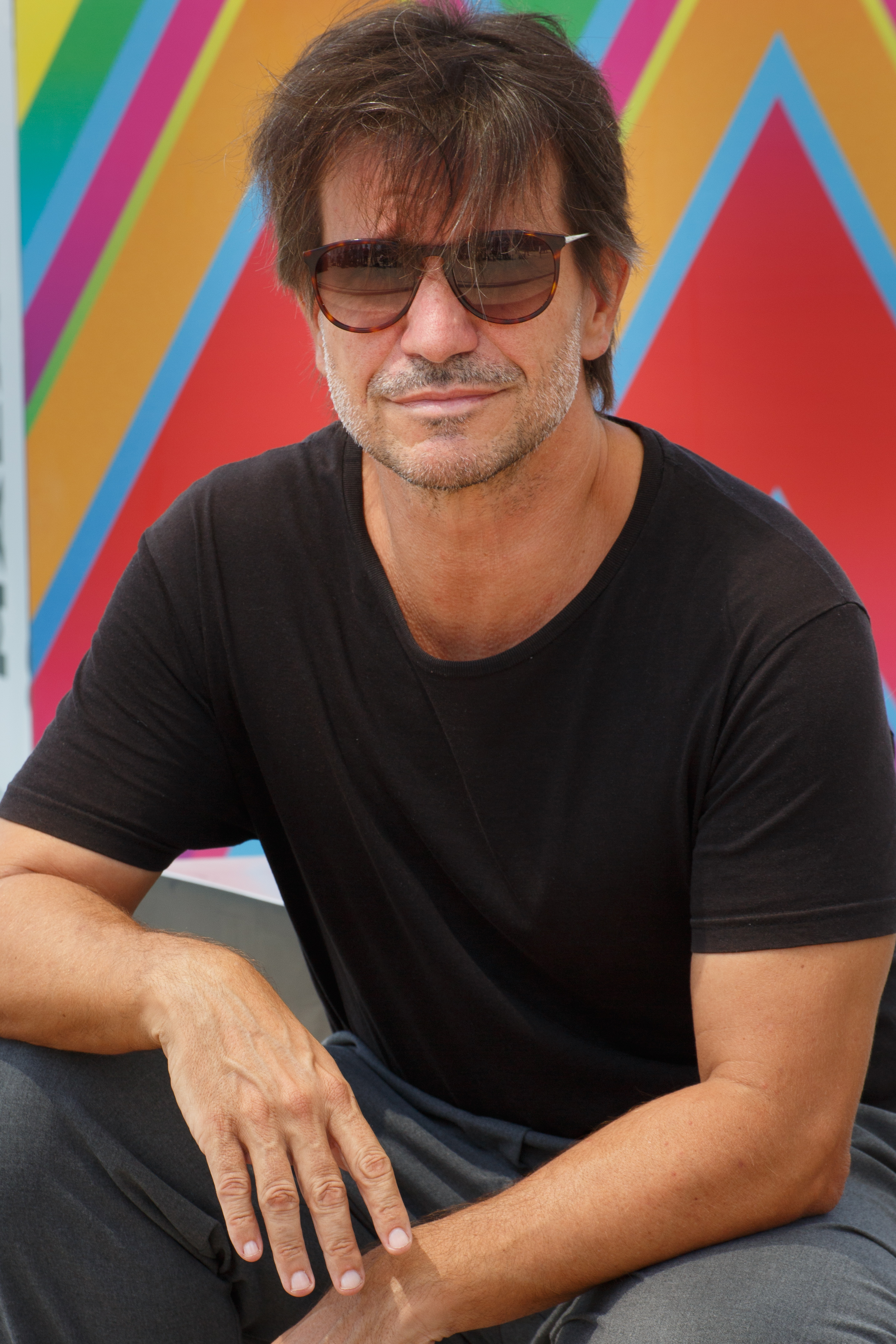
Achero Mañas (premi Fassbinder)
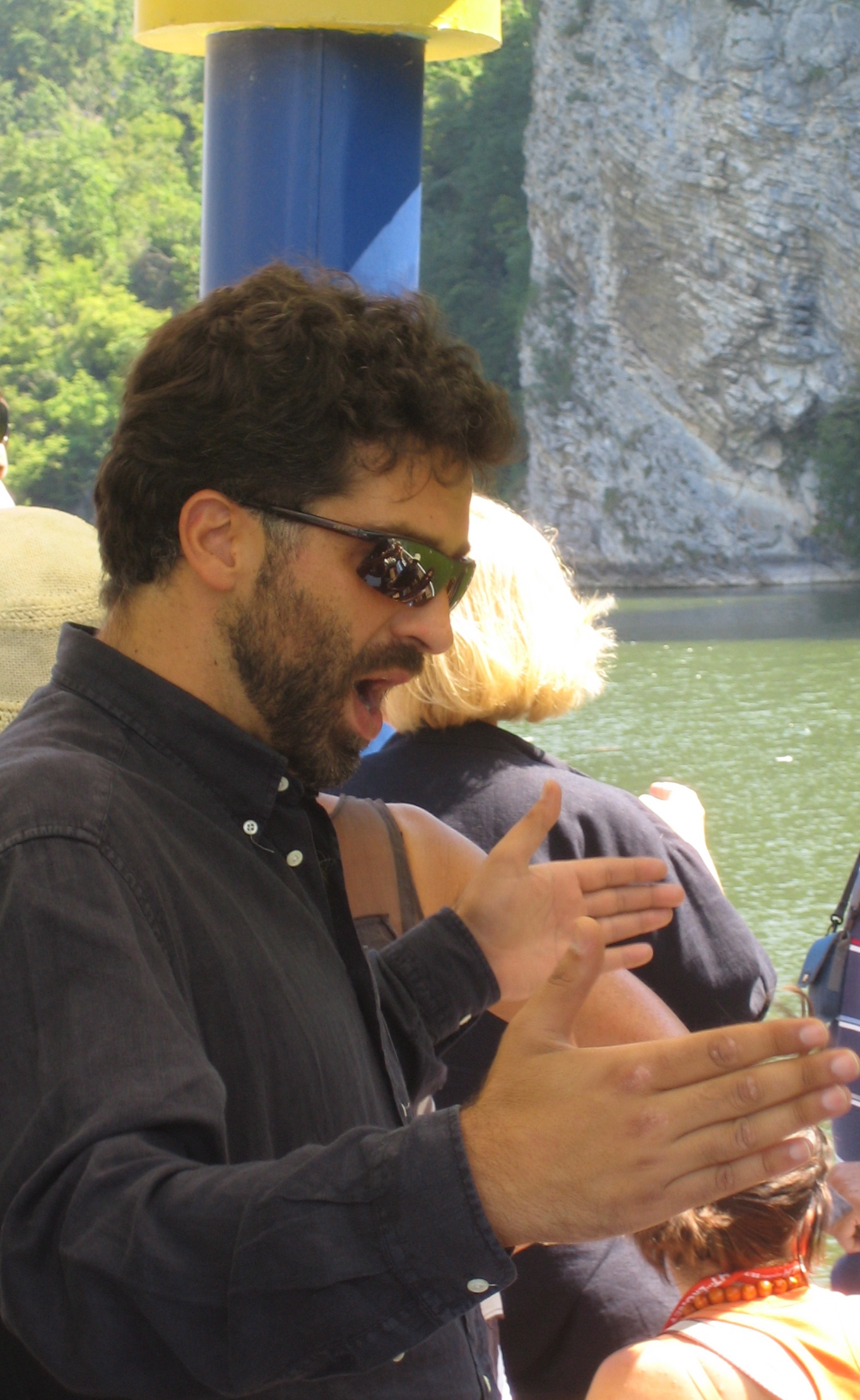
Danis Tanović (millor guió)
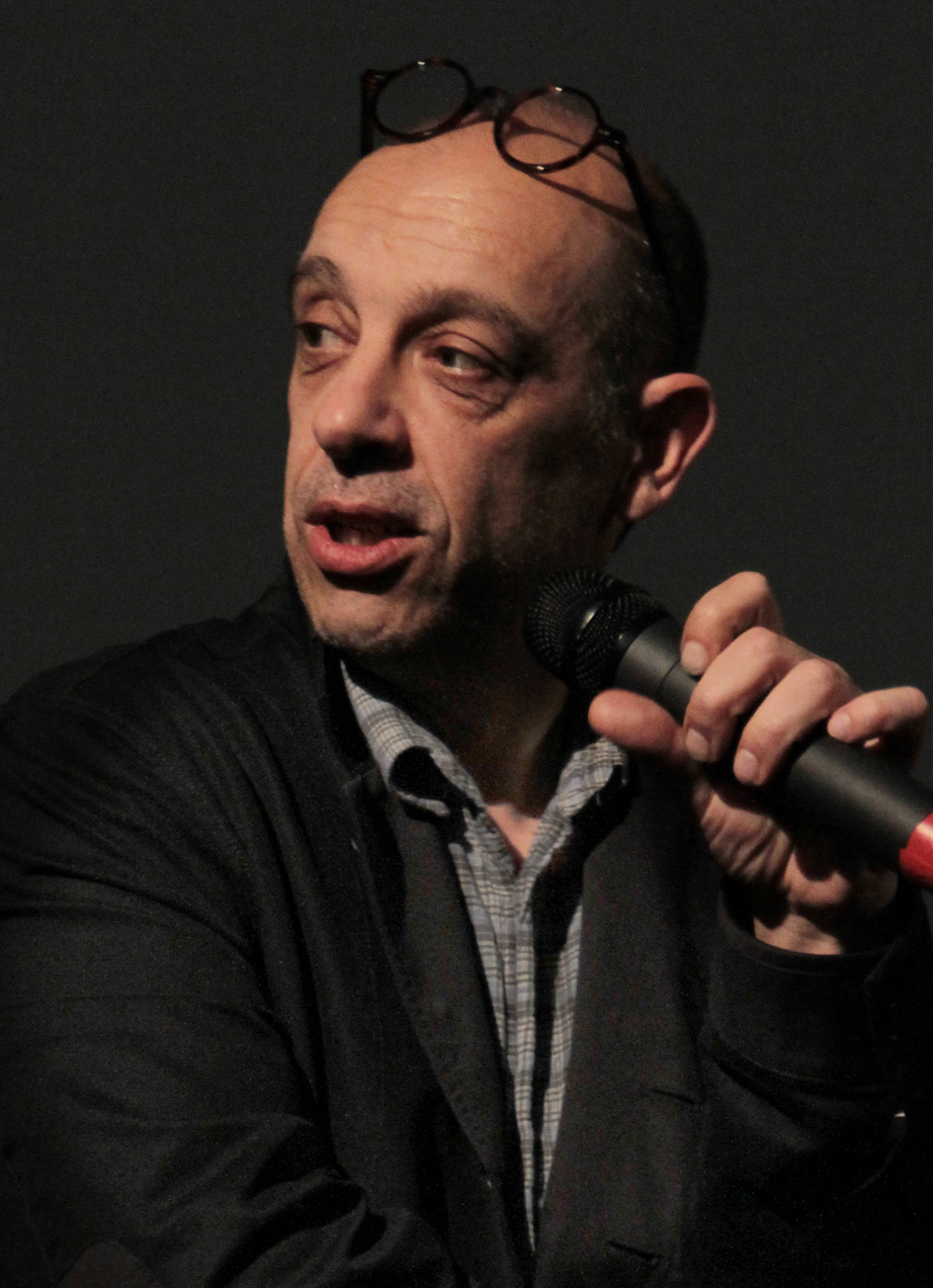
Bruno Delbonnel (millor fotografia)
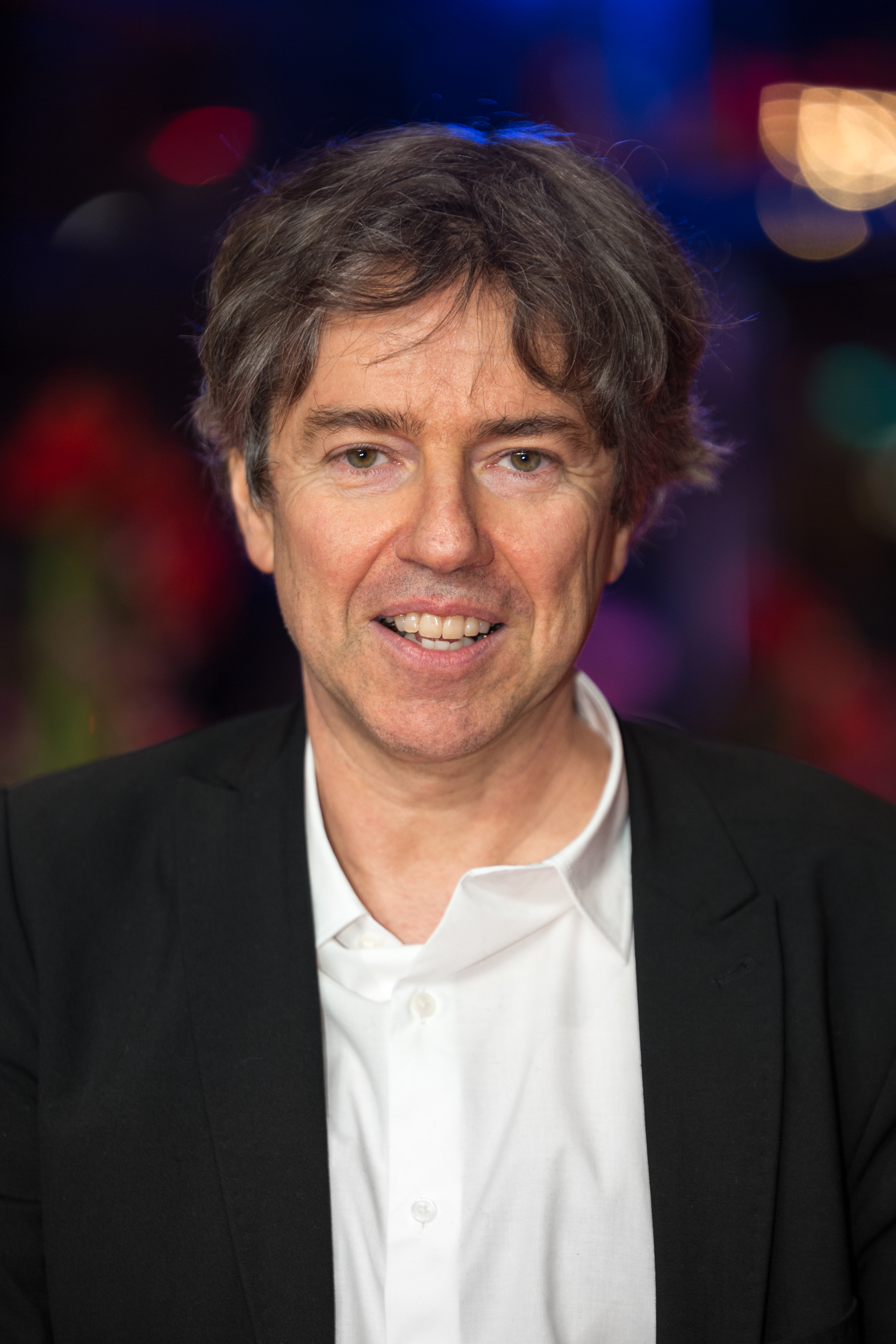
Andres Veiel (millor documental)
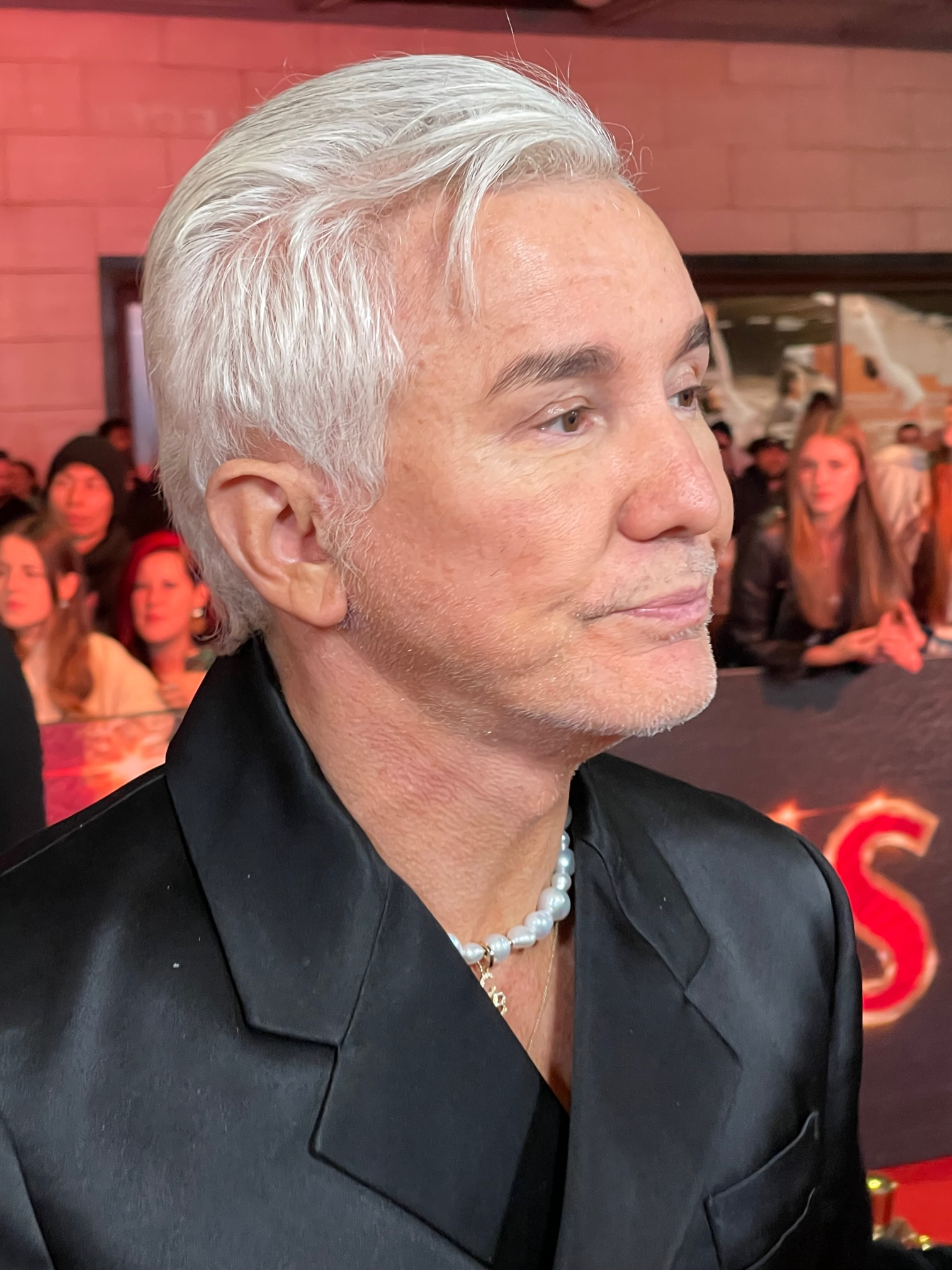
Baz Luhrmann (millor pel·lícula no europea)
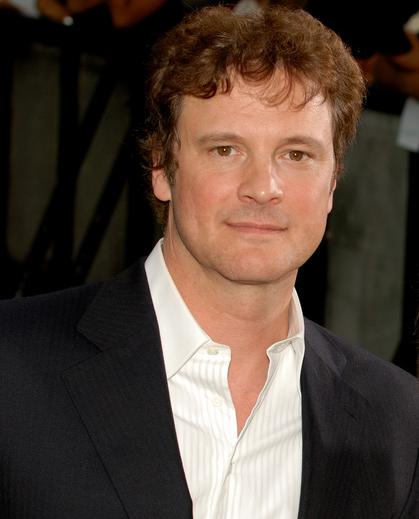
Colin Firth (millor actor-públic)
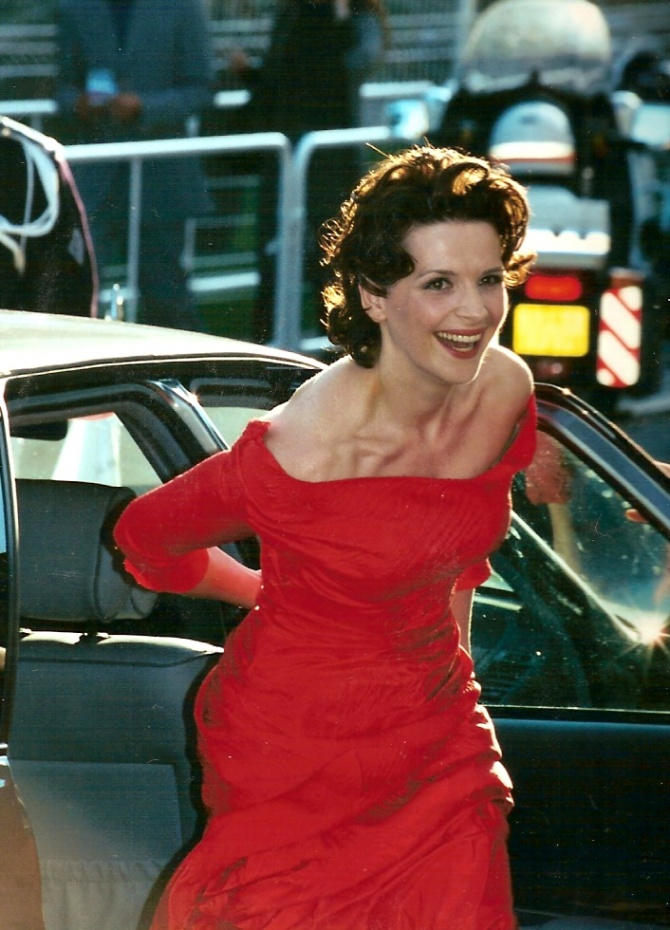
Juliette Binoche (millor actriu-públic)
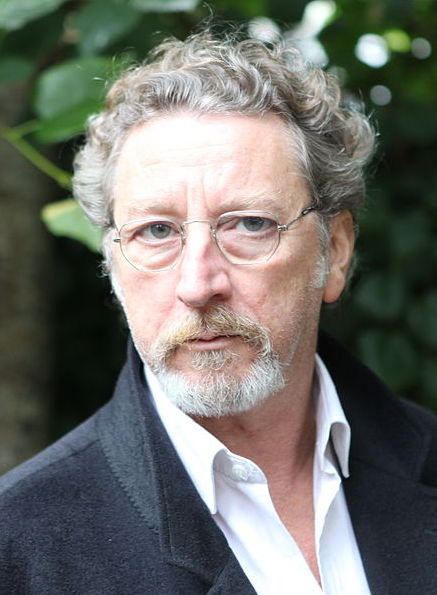
Robert Guédiguian (premi Fipresci)
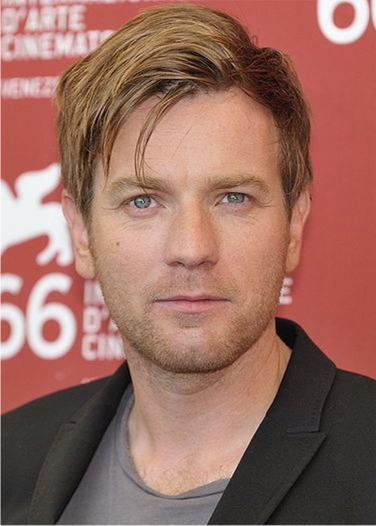
Ewan McGregor (mèrit europeu)
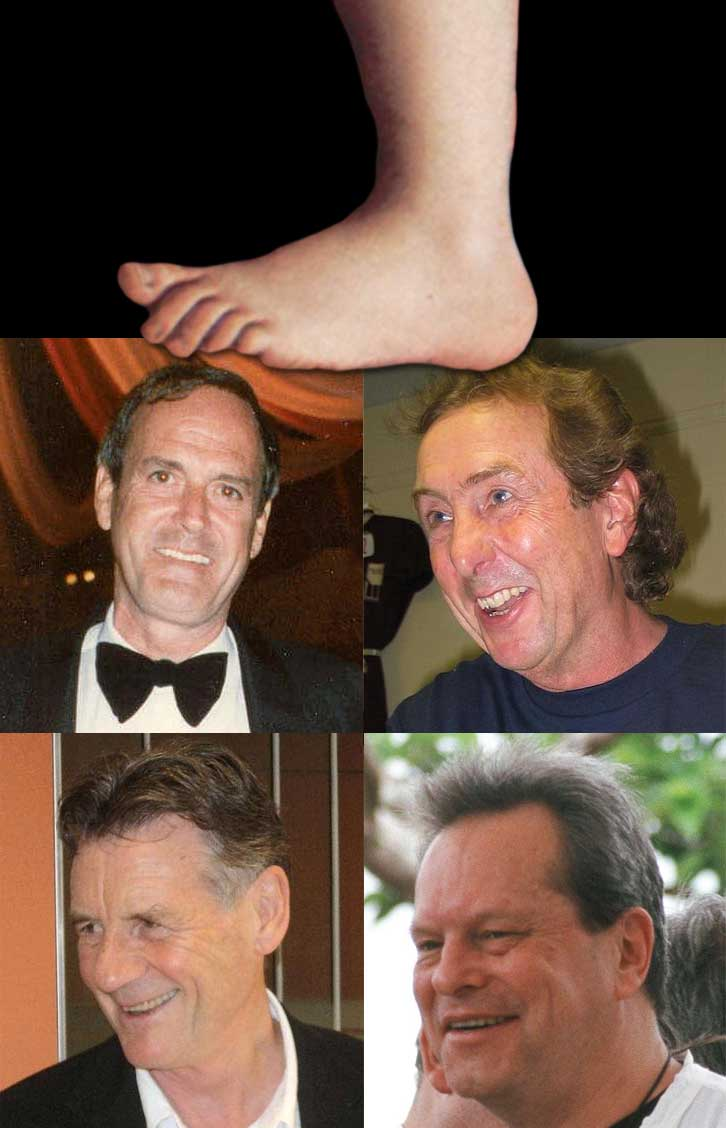
Monty Phyton